# Национальный университет кораблестроения имени адмирала Макарова
Национа́льный университе́т кораблестрое́ния и́мени адмира́ла Мака́рова (укр. Національний університет кораблебудування імені адмірала Макарова) — высшее учебное заведение в Николаеве, которое готовит специалистов для судостроительной и смежных отраслей промышленности, морехозяйственного комплекса и других отраслей экономики.
Основан в 1920 г. На сегодня это один из ведущих университетов страны с широким спектром специальностей и специализаций для подготовки специалистов по техническим, экономическим и гуманитарным наукам. Входит в ряд градообразующих учреждений.

## История
В апреле 1901 года Министерство народного просвещения Российской империи сообщило об открытии в Николаеве с 1 июля 1902 года среднего механико-технического училища, которое стало базовым для создания университета.

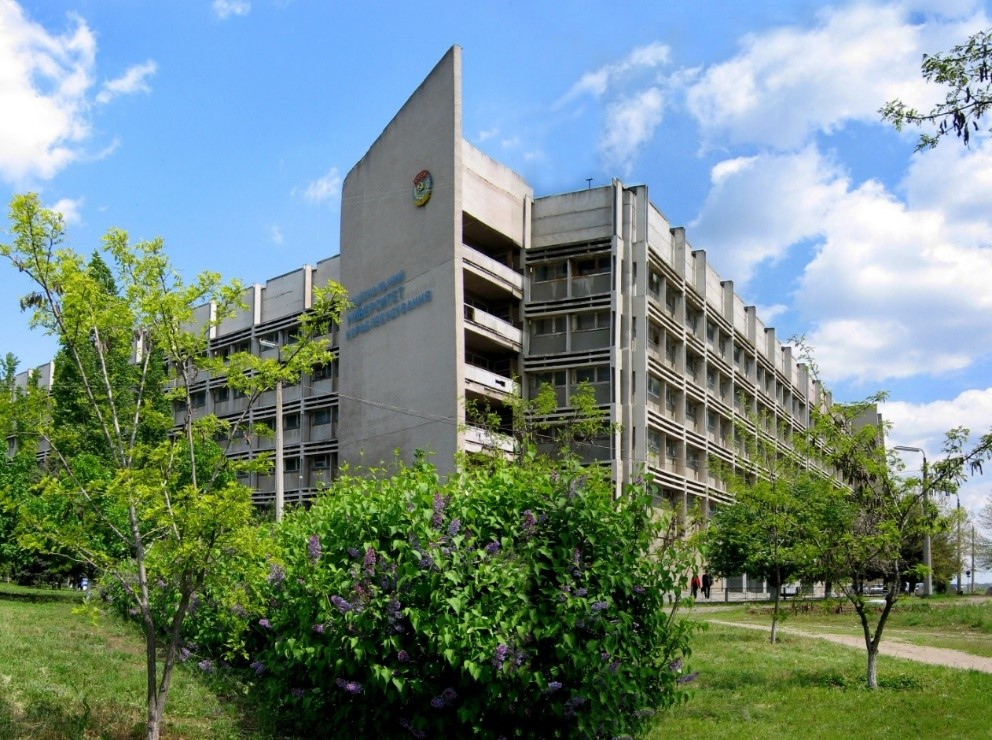
Главный корпус университета (проспект Героев Украины, 9)

В 1917 году среднее механико-техническое училище преобразовано в Николаевское политехническое училище. В 1920 году, в ходе реорганизации советской системы народного образования, Николаевское политехническое училище преобразовано в техникум имени К. Тимирязева на правах высшего учебного заведения, а его выпускникам присваивается квалификация инженера. В 1925 г. Политехнический техникум реорганизуется в индустриальный, а в 1927 г. он становится кораблестроительным.
В 1926—1927 учебном году индустриальный техникум был реорганизован в кораблестроительный техникум, а срок обучения увеличился с трёх до четырёх лет. В этот период были созданы и оборудованы лаборатории сопротивления материалов, химии, теплотехники.
В 1929 году Николаевский кораблестроительный техникум был объединён с Николаевским вечерним рабочим техникумом. Это заведение получило название Николаевского машиностроительного института. В 1930 году после объединения с судостроительным факультетом Одесского политехнического института он был переименован в Николаевский кораблестроительный институт (НКИ).
Во время Великой Отечественной войны институт был эвакуирован. Сначала НКИ открылся в Сталинграде, потом в Астрахани, позднее — в Пржевальске. 30 июня 1944 года было принято решение о возвращении института в Николаев. 1 октября 1944 года в Николаеве уже начались занятия в НКИ.
В 1945 году развернулись основные работы по пятилетнему плану восстановления и развития института. До конца 1947 года главные корпуса института были восстановлены.
В 1946 году в институте была создана аспирантура на базе ведущих кафедр по специальностям: конструкция корпуса корабля; технология строительства судов; судовые паровые турбины; судовые паровые котлы; судовые двигатели внутреннего сгорания.

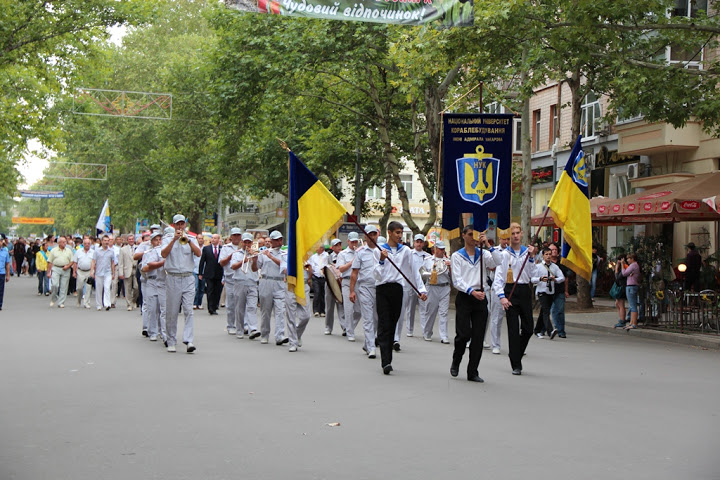
Торжественная церемония посвящения в студенты НУК

В 1949 году институту решением правительства СССР было присвоено имя адмирала Степана Макарова.
К пятидесятилетнему юбилею 18 сентября 1970 года указом президиума Верховного совета СССР институт был награждён орденом Трудового Красного Знамени за заслуги в подготовке инженерных кадров и достижения в развитии научных исследований.
В 1994 году решением правительства Украины институт получил четвёртый уровень аккредитации, статус университета и название Украинский государственный морской технический университет.
Указом президента Украины 25 марта 2004 года университет получил статус национального и название «Национальный университет кораблестроения имени адмирала Макарова».

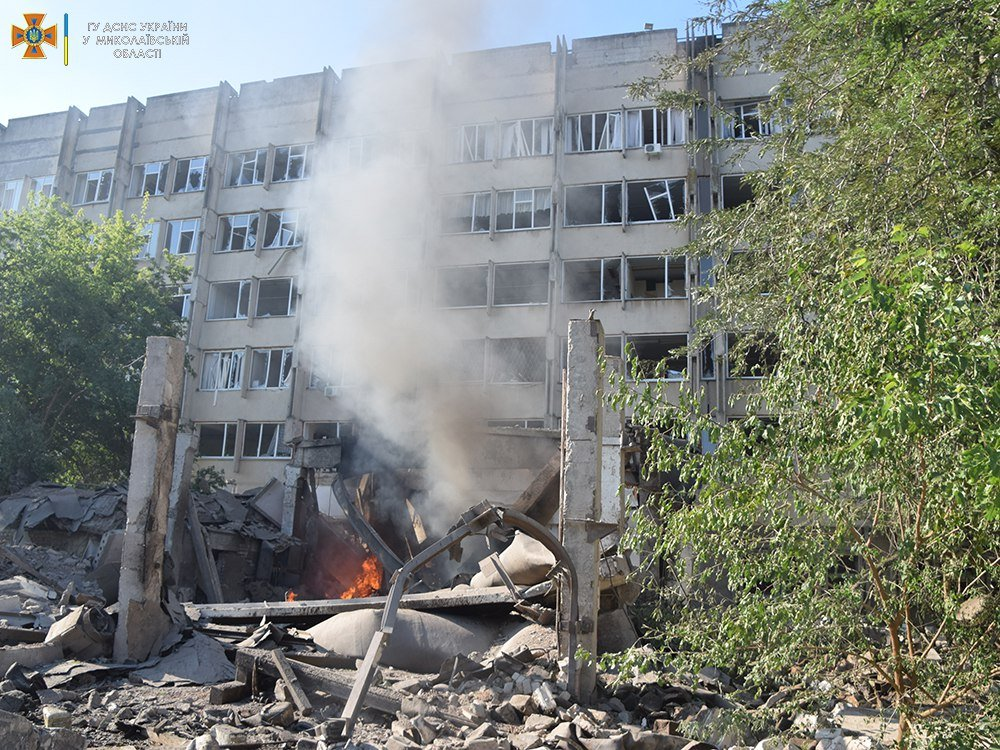
Главный корпус после российского обстрела во время вторжения России на Украину, 15 июля 2022 года

Здание университета было частично разрушено российскими обстрелами 15 июля и 10 октября 2022 года.

## Описание
НУК им. адм. Макарова — единственное на Украине заведение высшего образования, которое осуществляет подготовку специалистов для судостроительного, кораблестроительного, машиностроительного, энергетического, морехозяйственного комплексов Украины и других стран мира по международным нормам и требованиям. Подтверждением этого является получение в 2014 г. международного и государственного сертификатов качества подготовки специалистов ISO 9001: 2008 и ДСТУ ISO 9001: 2009 от «Бюро Веритас Сертификейшн Украина». Общество ежегодно осуществляет наблюдательный аудит за функционированием системы управления качеством НУК, а в 2017 г. университет успешно прошёл сертификационный аудит на соответствие требованиям новой редакции стандарта ISO 9001: 2015, согласно которой НУК им. адм. Макарова получил сертификаты соответствия ISO 9001: 2015 за номером UA228700 и ДСТУ ISO 9001: 2015 за номером UA228701 со сроком действия до 8 февраля 2021 г. Вместе с тем в 2014 году агентством «Эксперт РА» ВУЗу был присвоен низший рейтинговый класс «Е».

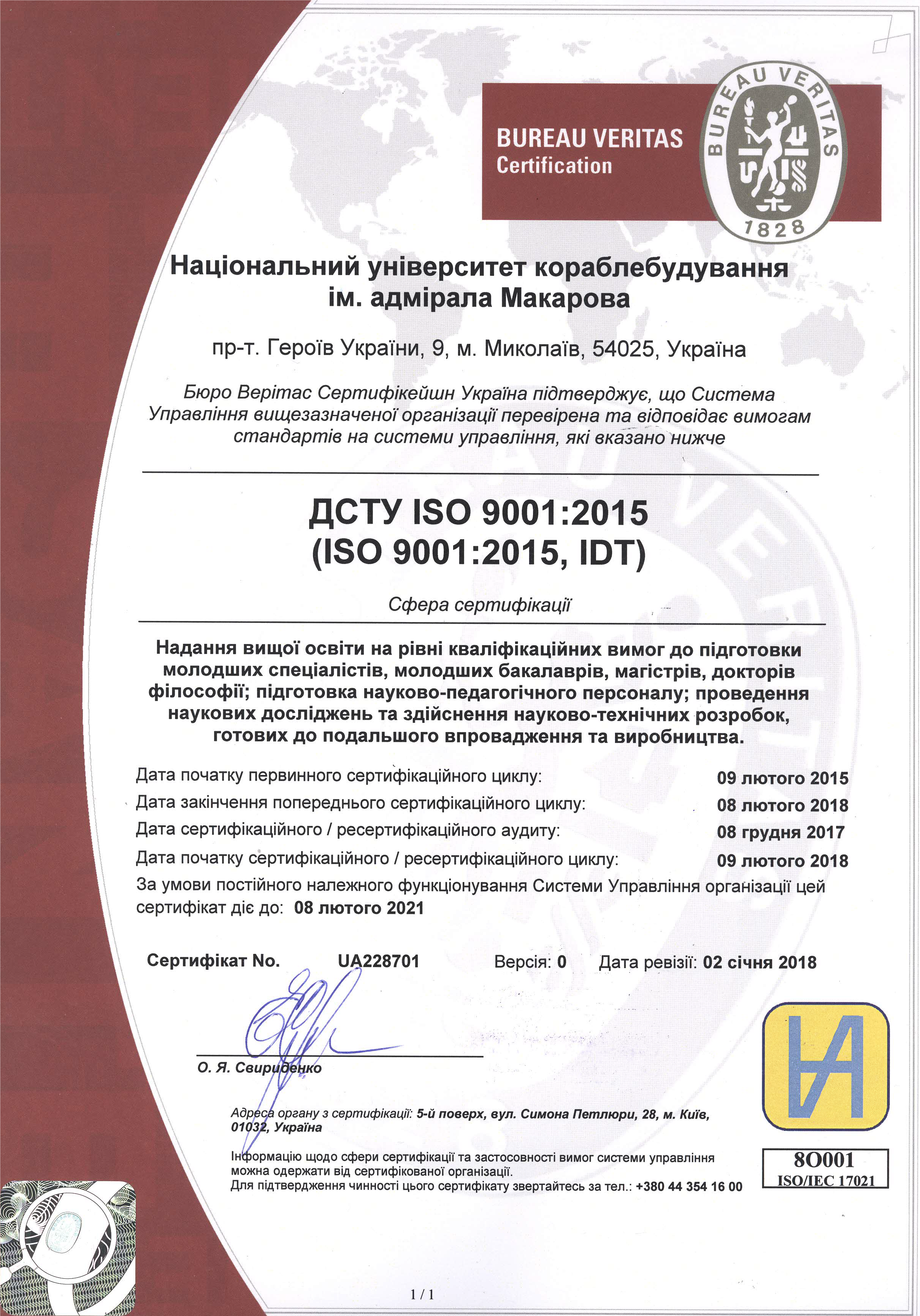

За 100-летнюю историю университета в нём подготовлено более 100 тыс. специалистов для кораблестроения разных стран. Ныне[когда?] в состав НУК им. адм. Макарова входят 5 институтов, 4 факультета, Херсонский и Первомайский филиалы, 4 учебно-научных центра, Колледж корабелов и Первомайский колледж, 2 иностранных учебно-консультационных пункта, многопрофильный Морской лицей им. профессора М. Н. Александрова, Академия гардемаринов. В НУК им. адм. Макарова учатся более 7500 студентов по 14 отраслям знаний и 29 специальностям.
Учебный процесс в НУК им. адм. Макарова обеспечивают 49 кафедр, на которых работают[когда?] 541 преподаватель, из них 63 доктора наук, 90 профессоров, 276 кандидатов наук, 270 доцентов. Среди высших учебных заведений III—IV уровня аккредитации в Николаевской области НУК им. адм. Макарова в течение многих лет занимает ведущее место по численности студентов, специальностей, преподавателей с учёными степенями и званиями, научных школ и направлений научных исследований.
В университете сформирована и успешно действует инфраструктура планирования и проведения научных исследований, основу которой составляют: научно-экспертный совет университета, научно-технические советы по направлениям исследований, 15 научных школ, в частности «Исследование мореплавательных качеств и проектирование новых типов судов», «Подготовка и сжигание топлив», «Пайка и сварка давлением в вакууме», «Экологическая безопасность и энергосбережение», «Кондиционирование и холодильная техника», «Перспективные энергетические технологии», «Газотермические покрытия», «Управление проектами наукоемких производств». Наиболее известны в Украине и за её пределами — семь отраслевых лабораторий и шесть научно-технических центров, среди которых центры метрологической аттестации полиметрических систем, подводной техники, энергосбережения, экологической безопасности.
Университет имеет четыре учебных корпуса, среди которых студенческий городок в зелёной зоне полуострова между реками Ингул и Южный Буг, два физкультурно-оздоровительных комплекса, три студенческих общежития и два жилых дома. Также в НУК им. адм. Макарова действует организация студенческого самоуправления. Непосредственно на берегу Чёрного моря в курортных зонах (в г. Очакове и в с. Коблево) находятся университетские базы отдыха для студентов и сотрудников университета.

## Структура

### Институты
- Учебно-научный институт автоматики и электротехники

```
  Кафедра импульсных процессов и технологий
  Кафедра автоматики
  Кафедра электрической инженерии судовых и роботизированных комплексов
  Кафедра компьютеризированных систем управления
  Кафедра компьютерных технологий и информационной безопасности
  Кафедра судовых электроэнергетических систем
  Кафедра Программируемой электроники, электротехники и телекоммуникаций
```

- Машиностроительный учебно-научный институт

```
 Кафедра инженерной механики и технологии судового машиностроения
 Кафедра двигателей внутреннего сгорания, установок и технической эксплуатации
 Кафедра эксплуатации судовых энергетических установок и теплоэнергетики
 Кафедра кондиционирования и рефрижерации
 Кафедра механики и конструирования машин
 Кафедра технической теплофизики и судовых паровыдающих установок
 Кафедра турбин
```

- Кораблестроительный учебно-научный институт

```
 Кафедра строительства и ремонта судов
 Кафедра сварочного производства
 Кафедра конструкции и механики судна
 Кафедра материаловедения и технологии металлов
 Кафедра морских технологий и океанотехники
 Кафедра проектирования и производства конструкций из композиционных материалов
 Кафедра теории и проектирования судов
```

- Учебно-научный институт компьютерных наук и управления проектами

```
 Кафедра высшей математики
 Кафедра информационных управляющих систем и технологий
 Кафедра компьютерно-интегрированных технологий и инженерной графики
 Кафедра программного обеспечения автоматизированных систем
 Кафедра управления проектами
 Кафедра физики
```

- Учебно-научный гуманитарный институт

```
 Кафедра дизайна
 Кафедра прикладной лингвистики
 Кафедра социально-гуманитарных дисциплин
 Кафедра современных языков
 Кафедра теоретических основ олимпийского и профессионального спорта
 Кафедра философии и культурологии
 Кафедра физического воспитания и спорта
```

### Факультеты
- Факультет экономики моря

```
 Кафедра экономики и организации производства
 Кафедра экономической политики и безопасности
 Кафедра менеджмента
 Кафедра учёта и экономического анализа
 Кафедра финансов
```

- Факультет экологической и техногенной безопасности

```
 Кафедра экологии и природоохранных технологий
 Кафедра экологической химии
 Кафедра техногенной и гражданской безопасности
 Экологическая лаборатория
```

- Факультет морской инфраструктуры

```
 Кафедра морского приборостроения
 Кафедра морской логистики
 Кафедра системотехники морской инфраструктуры и энергетического менеджмента
```

- Факультет морского права

```
 Кафедра административного и конституционного права
 Кафедра морского и хозяйственного права
 Кафедра теории и истории государства и права
 Криминалистическая лаборатория
 Лаборатория "Юридическая клиника"
```

### Учебно-научные центры
- Учебно-научный центр международного сотрудничества
- Учебно-научный центр заочного и дистанционного обучения
- Учебно-научный центр последипломного образован
- Учебно-научный центр по хозяйственной работе

### Филиалы
- Херсонский филиал
- Первомайский филиал

### Колледжи НУК
- Колледж корабелов
- Первомайский колледж

## Научные издания
По состоянию на 2019 г. Национальный университет кораблестроения имени адмирала Макарова издаёт пять научных изданий:
Научное специализированное издание «Збірник наукових праць Національного університету кораблебудування імені адмірала Макарова» (основано в октябре 1934 г.)
На основании приказа Министерства образования и науки Украины № 612 от 07.05.2019 г. (приложение 6) внесён в Перечень научных профессиональных изданий Украины (категория «Б») в области технических и экономических наук.
Научно-производственное и научно-популярное специализированное издание «Shipbuilding & marine infrastructure» (основано в сентябре 2014 г.)
Электронное специализированное издание «Вісник НУК» (основано в 2009 г.)
Научное издание «Збірник наукових праць студентів Національного університету кораблебудування» (основано в 2009 г.)
Научное издание «Гуманітарний вісник НУК: збірник наукових праць» (основано в 2008 г.)